# Rio Corumbá
O rio Corumbá é um curso de água que nasce no estado de Goiás, no Brasil. Sua nascente é no sopé da serra dos Pireneus, em Pirenópolis GO , (-15.757205, -48.907090), dirigindo-se para o sudeste, onde desagua no rio Paranaíba. Tem um grande potencial energético, tendo várias usinas hidrelétricas ao longo do seu curso.

## Afluentes
Os principais afluentes do rio Corumbá são o rio Areias, o rio Descoberto, o rio São Bartolomeu e o rio Piracanjuba.

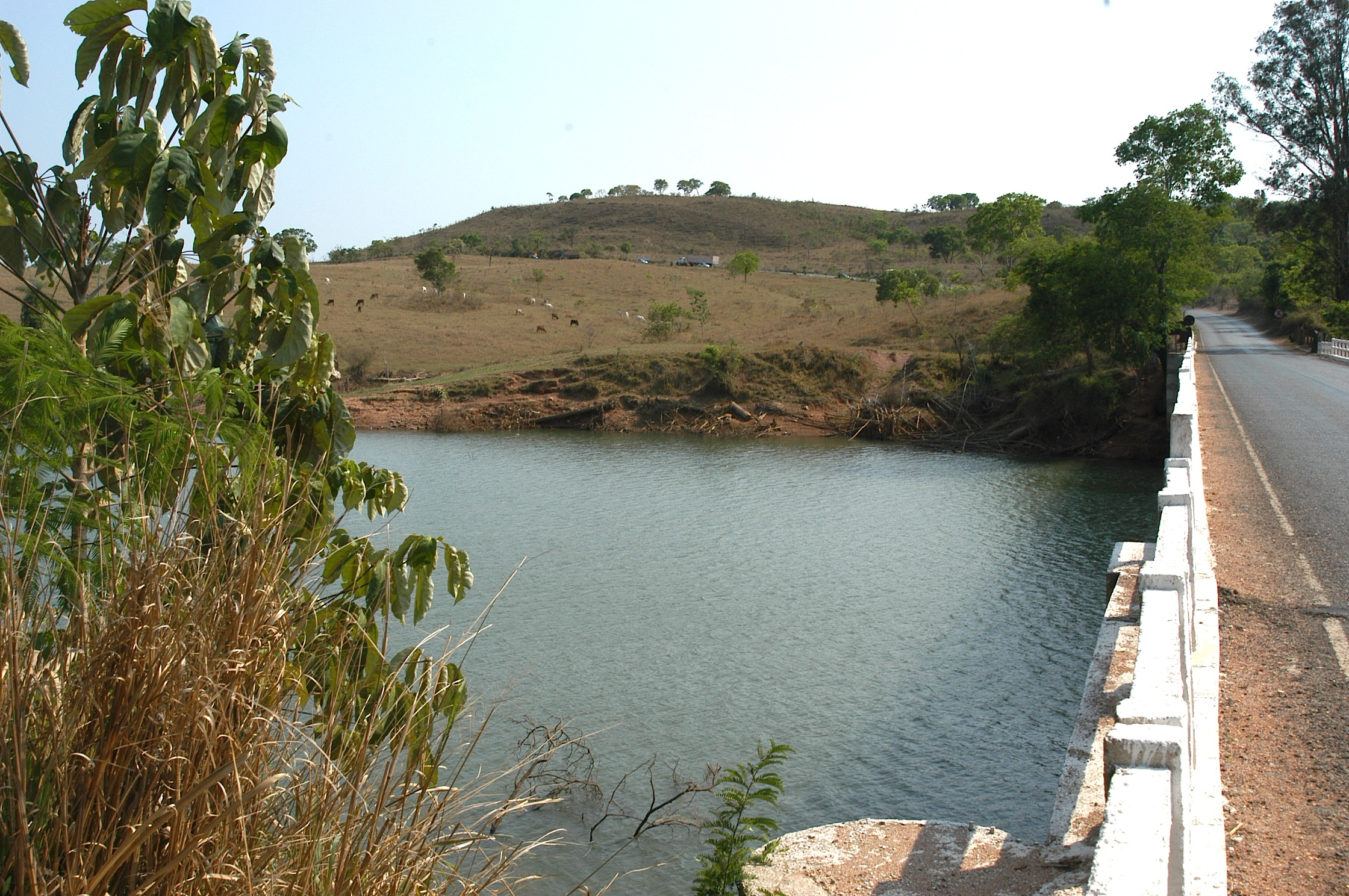
Ponte sobre o rio Corumbá, na GO 010, próximo a anapolis (GO)